# كريستينا بوند
كريستينا بوند هي مدربة كرة قدم ولاعبة كرة قدم دنماركية، ولدت في 28 سبتمبر 1973 في كوبنهاغن في الدنمارك. شاركت مع منتخب الدنمارك لكرة القدم للسيدات. أما مع النوادي، فقد لعبت مع Fortuna Hjørring ‏.

## وصلات خارجية
- كريستينا بوند على موقع الاتحاد الدولي (مؤرشف)  (الإنجليزية)
- كريستينا بوند على موقع قاعدة بيانات كرة القدم.إي يو (الإنجليزية)
- كريستينا بوند على موقع عالم كرة القدم.نت (الإنجليزية)
- كريستينا بوند على موقع أوليمبيديا (الإنجليزية)